# Кафр-Сакр
Кафр-Сакр (араб. كفر صقر‎) — город на севере Египта, расположенный на территории мухафазы Шаркия.

## Географическое положение
Город находится на западе мухафазы, в восточной части дельты Нила, на берегах канала Бахр-Мувейс, на расстоянии приблизительно 23 километров к северо-востоку от Эз-Заказика, административного центра провинции. Абсолютная высота — 14 метров над уровнем моря.

## Демография
По данным переписи 2006 года численность населения Кафр-Сакра составляла 30 333 человека.
Динамика численности населения города по годам:
| 1996   | 2006   | 2018   |
| ------ | ------ | ------ |
| 24 883 | 30 333 | 41 055 |

## Транспорт
Ближайший гражданский аэропорт — Международный аэропорт Каира.